# Peter P. Böhm
Peter P. Böhm (* 25. Juni 1934 in Oppeln, Provinz Niederschlesien; † 24. April 2015 in Trier) war ein deutscher Rechtswissenschaftler und Bibliothekar.

## Leben
Peter P. Böhm studierte Rechtswissenschaft und Volkswirtschaftslehre und promovierte 1959 an der Universität des Saarlandes in Saarbrücken, 1957 hatte er dort das Staatsexamen abgelegt. Im Jahre 1959 trat er als Bibliotheksreferendar an der Universitätsbibliothek Saarbrücken in die Ausbildung für den höheren Bibliotheksdienst ein und absolvierte 1962 die Fachprüfung am Bibliothekar-Lehrinstitut des Landes Nordrhein-Westfalen. Es folgten Tätigkeiten an der Universität des Saarlandes (1962), im Bundesdienst (1963), an der Bayerischen Staatsbibliothek (1964–1966), an der Universitätsbibliothek München (1966–1967) und an der Bibliothek des Deutschen Patent- und Markenamts in München. Von 1972 bis 1979 war er schließlich Direktor der Universitätsbibliothek Trier und hatte eine Honorarprofessur für Bibliothekswissenschaft an der Universität Trier inne.

## Schriften
- Die internationale Regelung des Eigentumsverhältnisses im Bereich der friedlichen Verwendung der Atomenergie. Dissertation Universität Saarbrücken 1959.
- Rechtsfragen der Beamtenausbildung (unter besonderer Berücksichtigung des höheren Bibliotheksdienstes). Heymann, Köln 1963.
- Besteht ein Rechtsanspruch auf Zulassung zur Referendarausbildung? In: Zeitschrift für Bibliothekswesen und Bibliographie, Bd. 13 (1966), S. 95–100.
- Untersuchung über den Literaturgrundbedarf im Bibliothekssystem der Universität Trier. Universitätsbibliothek Trier 1978.
- Das integrierte Hochschulbibliothekssystem und die Institutsbibliotheken. In: Wilhelm Baer-Kaupert (Hrsg.): Liber amicorum B. C. H. Aubin. Festschrift für Bernhard C. H. Aubin zum 65. Geburtstag. Engel, Kehl am Rhein 1979, S. 37–55, ISBN 3-88357-003-6.
- Die Bibliothekswissenschaft und ihr heutiger Stand. In: Universitas, Bd. 35 (1980), S. 519–526.
- Das neue Hochschulgesetz in Rheinland-Pfalz und die Hochschulbibliotheken. Grundsätzliche Rechtfragen. In: Mitteilungsblatt / Verband der Bibliotheken des Landes Nordrhein-Westfalen, N.F. 30 (1980), S. 1–14.
- Das Trierer Bibliotheksmodell. 10 Jahre Universitätsbibliothek. In: Zeitschrift für Bibliothekswesen und Bibliographie, Bd. 27 (1980), S. 304–315.
- (mit Brigitte Seiler): Die Universitätsbibliothek Trier. In: Bibliotheksdienst, Jg. 1980, S. 1–8.
- (mit Günter F. Paschek): Bücherentwendungen aus Hochschulbibliotheken als Rechtsproblem. In: Zeitschrift für Bibliothekswesen und Bibliographie, Bd. 28 (1981), S. 90–100.
- Der Neubau der Universitätsbibliothek Trier. Nordwestverlag, Hannover 1981.
- Die Rechtsstellung der Hochschulbibliotheken in Rheinland-Pfalz. In: DFW Dokumentation, Information, Bd. 29 (1981), S. 46–51.
- Die Universitätsbibliothek Trier als Beispiel einer integrierten Hochschulbibliothek. In: DFW Dokumentation, Information, Bd. 29 (1981), S. 33–37.
- Der dogmatische und der politische Charakter der Jurisprudenz – Gegensatz oder Einheit? In: Herta Nagl-Docekal (Hrsg.): Überlieferung und Aufgabe. Festschrift für Erich Heintel z. 70. Geburtstag. Bd. 2. Braumüller, Wien 1982, ISBN 3-7003-0352-1, S. 245–265.
- (mit Günter F. Paschek): Die Bibliotheken in der Hochschulgesetzgebung des Bundes und der Länder. In: Zeitschrift für Bibliothekswesen und Bibliographie, Bd. 29 (1982), S. 171–183 und S. 273–288.
- Zur Problematik der Hochschulbibliotheksreform. In: Günther Pflug (Hrsg.): Die neue Bibliothek. Festschrift für Harro Heim zum 65. Geburtstag. Saur, München 1984, ISBN 3-598-10529-0, S. 68–80.
- Die Ausgestaltung des Hochschulgesetzes durch Bibliotheksordnungen im Land Rheinland-Pfalz. In: Zeitschrift für Bibliothekswesen und Bibliographie, Bd. 32 (1985), S. 199–216.